# Xerorchis
Xerorchis – rodzaj naziemnych roślin z rodziny storczykowatych (Orchidaceae). Rodzaj jest jedynym zaliczanym do plemienia Xerorchideae. Kłącze i korzenie lekko lśniące. Łodygi dość kruche, wyprostowane, często kępiasto skupione. Liście rozpostarte, lancetowate, delikatne i cienkie. Kwiaty o nieco stulonym okwiecie, białym do zielonożółtego. Prętosłup maczugowaty o gładkiej zalążni i z 8 pyłkowinami. 
Oba gatunki należące do rodzaju rosną w próchnicy lub wśród liści w głębokim zacienieniu w gęstych nizinnych lub podgórskich lasach na wysokościach do 700 m n.p.m. Rośliny te występują w Brazylii, Gujanie, Gujanie Francuskiej, Wenezueli oraz Peru.

## Systematyka
Rodzaj sklasyfikowany do plemienia Xerorchideae, podrodzina epidendronowe (Epidendroideae), rodzina storczykowate (Orchidaceae), rząd szparagowce (Asparagales) w obrębie roślin jednoliściennych.
Wykaz gatunków
- Xerorchis amazonica Schltr.
- Xerorchis trichorhiza (Kraenzl.) Garay